# Flannery O'Connor

Firma di Flannery O'Connor

Mary Flannery O'Connor (Savannah, 25 marzo 1925 – Milledgeville, 3 agosto 1964) è stata una scrittrice statunitense.

## Biografia

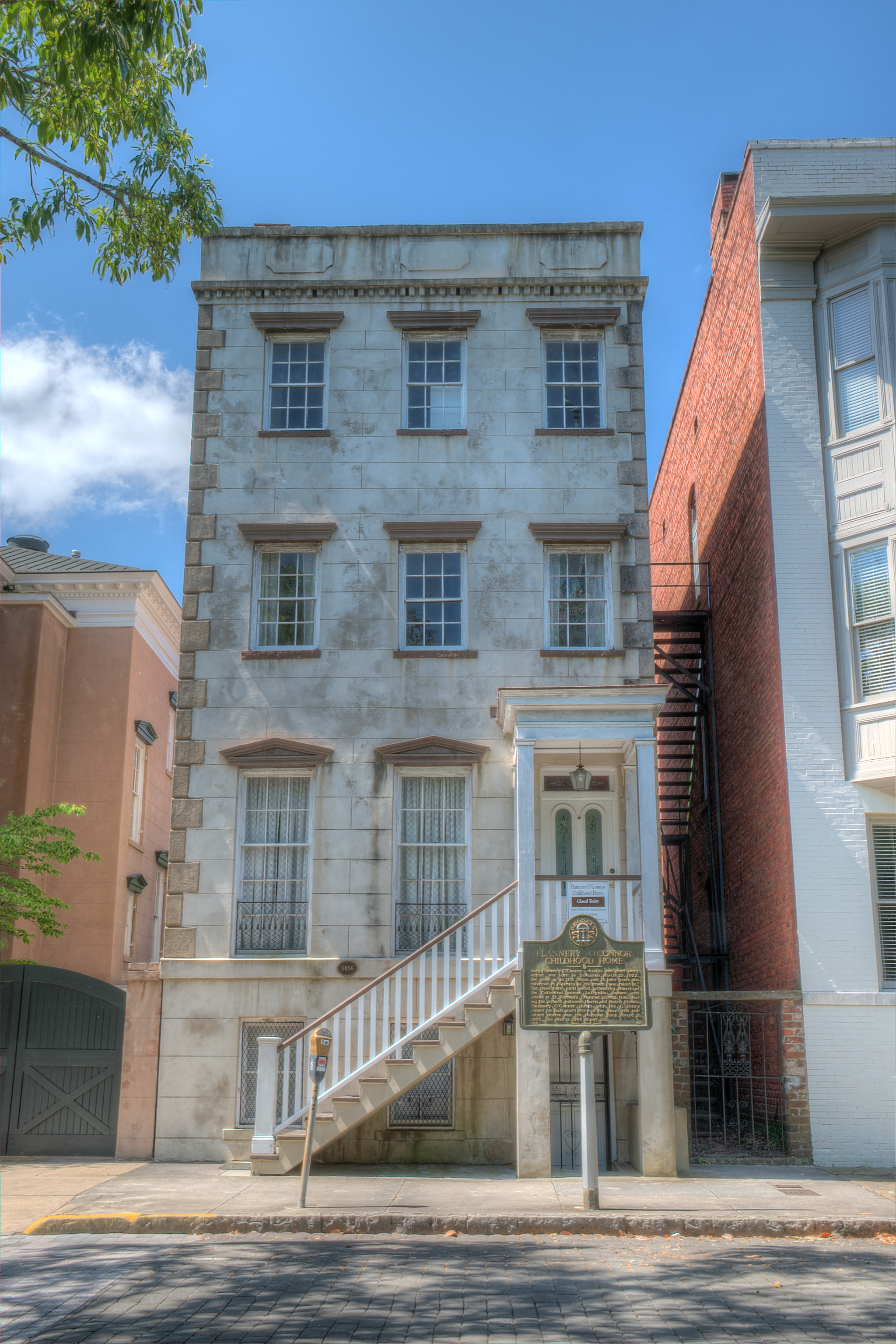
Casa natale di Flannery O'Connor a Savannah

Flannery O'Connor fu l'unica figlia di Edward F. O'Connor e di Regina Cline O'Connor. Nel 1937 al padre fu diagnosticato un lupus eritematoso sistemico, a causa del quale morì il 1º febbraio 1941, quando Flannery aveva solo 15 anni. Flannery non dovette affrontare soltanto il peso della perdita del padre, ma anche il problema dell'ereditarietà della malattia.
All'età di sei anni, Flannery insegnò a un pollo a camminare all'indietro e fu la prima occasione di celebrità. Gli inviati della rivista Pathè News filmarono la piccola "Mary O'Connor" con il suo pollo e quelle immagini fecero il giro del paese. Flannery disse in seguito: «C'ero anch'io con il pollo. Ero là solo per assisterlo, ma fu il momento culminante della mia vita. Tutto quello che è accaduto dopo, è stato solo una anticlimax».
O'Connor frequentò la Peabody Laboratory School, presso la quale si diplomò nel 1942. Entrò al Georgia State College for Women (ora Georgia College and State University) per un corso della durata di tre anni e si laureò in sociologia nel giugno del 1945. Nel 1946 venne accettata al prestigioso Iowa Writers' Workshop.
Tra il gennaio 1946 e il settembre 1947, O'Connor tenne un diario che è sostanzialmente una raccolta di preghiere. In queste annotazioni raccontò la sua nuova vita e con suppliche poetiche intrattenne un dialogo speciale con Dio. Le meditazioni scaturirono dall'ambiente che frequentava a Iowa City: le biblioteche, le aule affollate, le strade. In esse traspaiono i desideri profondi della scrittrice: «Per favore, Dio, aiutami a essere una brava scrittrice... Se devo faticare per il mio lavoro di scrittrice, caro Dio, lascia che sia al Tuo servizio. Mi piacerebbe essere santa in modo intelligente.» Queste annotazioni intime sono state raccolte in "Diario di preghiera" (A Prayer Journal, 2013).
Dall'estate del 1948, O'Connor lavorò al suo primo romanzo e a diversi racconti presso Yaddo, una comunità di artisti di Saratoga Springs, dove rimase per alcuni mesi, facendovi la conoscenza di Robert Lowell ed Elizabeth Hardwick.
Nel 1949, a New York, conobbe Robert Fitzgerald (poeta e traduttore dal greco di opere teatrali e di poemi, come l'Edipo re e i poemi omerici) e accettò l'invito di soggiornare con lui e la moglie Sally presso Redding, nel Connecticut.

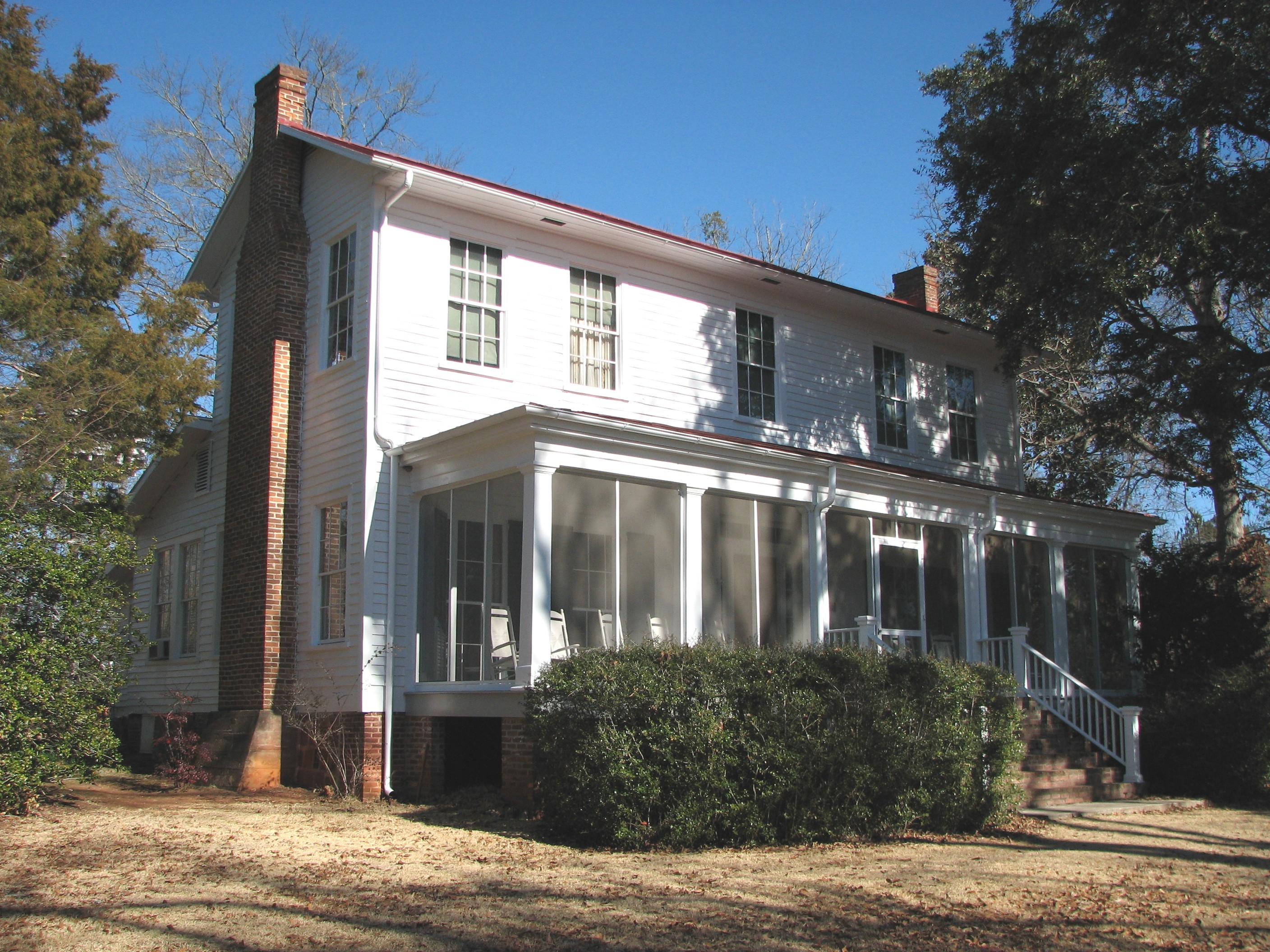
Andalusia, la fattoria di famiglia dove Flannery O'Connor fece ritorno nel 1952

Nel 1952 le fu diagnosticato il lupus, per cui fece ritorno alla fattoria di famiglia, Andalusia, a Milledgeville. Le aspettative di vita erano di cinque anni, ma lei sopravvisse per quasi 15. Ad Andalusia allevava pavoni, arrivando ad averne un centinaio. Amante dei volatili, allevò anche anatre, galline, e utilizzò questi animali come simboli nei propri scritti. Descrisse i suoi pavoni in un saggio intitolato The Kings of Birds.
Flannery era una fervente cattolica che viveva nella Bible Belt, il Sud protestante. Si procurò libri di teologia cattolica e occasionalmente teneva conferenze su argomenti religiosi e letterari, viaggiando anche parecchio nonostante la salute cagionevole. Non si addormentava senza aver letto qualcosa della Summa Theologiae di Tommaso d'Aquino. Tenne pure una fitta corrispondenza epistolare con scrittori del calibro di Robert Lowell e Elizabeth Bishop. Non si sposò mai, confidando solo nella compagnia dei suoi corrispondenti epistolari e di sua madre.
O'Connor scrisse 32 racconti, 2 romanzi, alcune prose d'occasione e più di 100 recensioni di libri per due giornali locali, mentre affrontava la battaglia contro il lupus. Morì al Baldwin County Hospital il 3 agosto 1964, all'età di 39 anni, per complicazioni dovute all'emergenza di un fibroma in aggiunta al lupus. Fu sepolta a Milledgeville, Georgia, al Memory Hill Cemetery. Sua madre morì nel 1995.
Divenne famosa soprattutto per i due romanzi La saggezza nel sangue (1952) e Il cielo è dei violenti (1960). Significativi anche i suoi racconti, che in mezzo a situazioni grottesche e personaggi memorabili sottolineano la presenza di un fattore imponderabile nell'esistenza dell'essere umano grazie all'introduzione nella trama di circostanze imprevedibili e a una profonda indagine sui comportamenti umani.

## Opere

### Romanzi
- Wise Blood, Harcourt, Brace and Company, New York, 1952 
  - La saggezza nel sangue, trad. di Marcella Bonsanti, con una nota di Fernanda Pivano, Garzanti, Milano, 1985; Prefazione di Fernanda Pivano e Postfazione di Luca Doninelli, Garzanti, Milano 2002-2010.
  - La saggezza nel sangue, trad. di Gaja Lombardi Cenciarelli, Prefazione di Elena Varvello, Collana Classics, minimum fax, Roma, 2021
- The Violent Bear It Away, New York, Farrar, Strauss and Cudahy, 1960
  - Il cielo è dei violenti,  trad. di Ida Omboni, Collana I Coralli, Einaudi, Torino, 1965; Longanesi, Milano, 1969; Introduzione e biobibliografia di Marisa Caramella, Collana Einaudi Tascabili. Letteratura n.182, Torino, 1994, ISBN 978-88-061-3463-1; Collana Letture, Einaudi, Torino, 2008.
  - Il cielo è dei violenti, trad. di Gaja Lombardi Cenciarelli, Prefazione di Marco Missiroli, Collana Classics, minimum fax, Roma,  2020, ISBN 978-88-338-9183-5.

### Raccolte di racconti
- A Good Man is Hard to Find and Other Stories, 1955
  - La vita che salvi può essere la tua, trad. di Ida Omboni, Collana Supercoralli, Einaudi, Torino, 1968.
  - Un brav'uomo è difficile da trovare, trad. Gaja Cenciarelli, Con una postfazione di Joyce Carol Oates, minimum fax, Roma, 2021, ISBN 978-88-3389-230-6.
- Everything That Rises Must Converge, Introduzione di Robert Fitzgerald, 1965.
  - Gli storpi entreranno per primi (The Lame Shall Enter First, 1964) trad. di Ida Omboni, Theoria, Roma, 1991. [apparso nell'antologia postuma]
  -  Punto Omega, Introduzione e trad. di Gaja Cenciarelli, Collana Classics, Roma, minimum fax, 2022, ISBN 978-88-3389-388-4.
- La schiena di Parker. Scritti e racconti, a cura di Davide Rondoni e Maria Serena Falagiani, BUR, Milano, 1998, 2014.
- Tutti i racconti (The Complete Stories, 1971), a cura e con un'introduzione di Marisa Caramella, trad. di Ida Omboni e Marisa Caramella, 2 voll., Bompiani, Milano, 1990. [ora pubblicati in unico volume]
- Il geranio e altri racconti, trad. di Gaja Lombardi Cenciarelli, con una prefazione di Romana Petri, minimum fax, Roma, 2021

### Saggi, Lettere, Interviste, Diari
- Mystery and Manners. The Habit of Being, 1969
  - Nel territorio del diavolo. Sul mistero di scrivere, a cura di Robert e Sally Fitzgerald, ed. italiana a cura di Ottavio Fatica, trad. di Giovanna Granato, Theoria, Roma, 1993; Prefazione di Christian Raimo, Roma, minimum fax, 2003.
  - Un ragionevole uso dell'irragionevole. Saggi sulla scrittura e lettere sulla creatività, Prefazioni di Christian Raimo (2002) e Ottavio Fatica (2012), Roma, minimum fax, 2019, ISBN 978-88-3389-061-6.
- Sola a presidiare la fortezza. Lettere (The Habit of Being: Letters Of Flannery O'Connor, 1988) a cura di Ottavio Fatica, trad. di Giovanna Granato, Einaudi, Torino, 2001; ed. aumentata (con le lettere dal 1948 al 1964), Minimum Fax, Roma, 2012; ora in Un ragionevole uso dell'irragionevole, minimum fax, 2019.
- Il volto incompiuto. Saggi e lettere sul mestiere di scrivere, a cura di Antonio Spadaro, trad. di Elena Buia e Andrew Rutt, BUR, Milano, 2011.
- Diario di preghiera (A Prayer Journal, 2013), trad. di Elena Buia e Andrew Rutt, Prefazione di Mariapia Veladiano, Bompiani, Milano, 2016. [copre gli anni 1946-1947]

## Premi e riconoscimenti
- National Book Award per la narrativa: 1956 finalista con La vita che salvi può essere la tua; 1961 finalista con Il cielo è dei violenti; 1966 finalista con La vita che salvi può essere la tua; 1972 vincitrice con Tutti i racconti[7]
- Premio O. Henry: 1957 vincitrice con il racconto Greenleaf; 1963 con Everything That Rises Must Converge; 1965 con Revelation[8]